# Sanja Ožegović
Sanja Ožegović, coniugata Gobac (Zagabria, 15 giugno 1959), è un'ex cestista jugoslava.

## Carriera
Con la Jugoslavia ha disputato due edizioni dei Giochi olimpici (Mosca 1980, Los Angeles 1984) e due edizioni dei Campionati europei (1980, 1981).